# ليندة بندريس
ليندة بندريس ( بالإنجليزية Lynda Bendris)- من مواليد 25 يوليو 2004م، هي لاعبة كرة قدم محترفة تلعب كمهاجمة في نادي "كان" النسائي من الدرجة الثالثة. ولدت ليندة في فرنسا، وهي تلعب للمنتخب الجزائري.

## المسيرة الكروية
انضمت بندريس إلى أكاديمية نادي ميتز في مسقط رأسها في سن 13 عامًا وبالتحديد في عام 2017م وفازت في وقت لاحق ببطولة فرنسا تحت 15 عامًا مع النادي. 
ثم انضمت لاحقًا إلى نادي أولمبيك مرسيليا، حيث لعبت لفريق الاحتياط في القسم النسائي الأول. 
في صيف عام 2024م، انضمت بندريس إلى نادي كان النسائي من الدرجة الثالثة، وشاركت لأول مرة في الدوري مع النادي في 15 سبتمبر 2024م، وكانت المباراة ضد موناكو، حيث سجلت بندريس هدفين. وبعد تسجيلها في اثنتين من مبارياتها الثلاث الأولى، تألقت في ظهورها الرابع، حيث سجلت عددًا كبيرًا من الأهداف في 12 دقيقة فقط ضد فريق نيم. 

## المسيرة الدولية
تلقت بندريس أول استدعاء لها للانضمام إلى المنتخب الجزائري تحت 20 عامًا في يوليو 2023م، لخوض مباراة ودية ضد منتخب ساحل العاج الأول.  شاركت لاحقًا في تصفيات كأس العالم كولومبيا 2024م، حيث لعبت في مباراتين ضد مالي، حيث تم إقصاء المنتخب بأهداف خارج الأرض. 
في 16 فبراير 2025م، تلقت بندريس أول استدعاء لها للانضمام إلى الفريق الأول، في إطار الاستعداد لمباريات تصفيات كأس الأمم الأفريقية للسيدات 2026 ضد جنوب السودان. 

## إحصائيات المهنة

### النادي
آخر تحديث اعتبارًا من لعب مباراة 16 فبراير 2025
.
| النادي               | موسم    | الدوري  | الدوري    | الدوري  | الكأس     | الكأس   | أخرى      | أخرى    | المجموع   | المجموع |
| النادي               | موسم    | قسم     | المشاركات | الأهداف | المشاركات | الأهداف | المشاركات | الأهداف | المشاركات | الأهداف |
| -------------------- | ------- | ------- | --------- | ------- | --------- | ------- | --------- | ------- | --------- | ------- |
| نادي ميتز لكرة القدم | 2022–23 | D2F     | 2         | 0       | —         | —       | —         | —       | 2         | 0       |
| نادي ميتز لكرة القدم | المجموع | المجموع | 2         | 0       | —         | —       | —         | —       | 2         | 0       |
| AS كان               | 2024–25 | د3ف     | 12        | 13      | 3         | 3       | —         | —       | 15        | 16      |
| AS كان               | المجموع | المجموع | 12        | 13      | 3         | 3       | —         | —       | 15        | 16      |
| إجمالي               | إجمالي  | إجمالي  | 14        | 13      | 3         | 3       | —         | —       | 17        | 16      |

### دولي
آخر تحديث اعتبارًا من لعب مباراة30 نوفمبر 2024
| المنتخب الوطني | سنة     | المشاركات | الأهداف |
| -------------- | ------- | --------- | ------- |
| الجزائر        | 2025    | 0         | 0       |
| المجموع        | المجموع | 0         | 0       |

## روابط خارجية
- الملف الشخصي في أولمبيك مرسيليا 1899.com
- ليندة بندريس  على سكروي
- ليندة بندريس على الأرشيف الرياضي العالمي